# Ernest de Chamaillard
Henri Ernest Ponthier de Chamaillard, cunoscut de obicei sub numele de Ernest de Chamaillard, (n. 9 decembrie 1862, Gourlizon, Bretagne, Franța – d. 30 septembrie 1931, Eaubonne, Seine-et-Oise, Franța) a fost un artist francez, unul dintr-un grup de pictori care s-au adunat în satul breton Pont-Aven.

## Biografie
Fiu de avocat, de Chamaillard a studiat și dreptul, dar fără prea mult entuziasm. Întrucât interesul său real era pictura, în iunie 1888 s-a dus la Pont-Aven unde l-a cunoscut pe Paul Gauguin. A adoptat rapid impresionismul lui Gauguin, alăturându-se celorlalți pictori din grup, inclusiv Charles Laval, Émile Bernard⁠(d) și Henry Moret . Acolo a cunoscut-o și pe Louise Lamour, cu care s-a căsătorit în același an în Jersey. A petrecut câțiva ani în regiunea Pont-Aven, pictând multe peisaje. Gauguin l-a luat ca student, încurajându-l să adopte abordarea lui simplistă.
În 1893, neputând să trăiască din pictură, s-a mutat la Châteaulin, unde a lucrat ca avocat. În 1905, a plecat la Paris, unde a început o muncă de cleric. Și-a expus lucrările la galeria Bernheim-Jeune⁠(d) în 1906 și 1910, cu prefațe de catalog de Arsène Alexandre⁠(d). A întâmpinat dificultăți materiale în timpul Primului Război Mondial, agravate de moartea celor doi fii ai săi. A expus din nou în 1925 și 1930 la galeria Georges Petit din Paris.